# تشارلز بست
تشارلز هربرت بست (بالإنجليزية: Charles Herbert Best) ـ (27 فبراير 1899 ـ 31 مارس 1978) عالم طبي كندي، اشترك في اكتشاف هرمون الإنسولين.
ولد بست في ولاية مين الأمريكية لأبوين كنديين ينتميان إلى مقاطعة نوفا سكوشا، ثم انتقل مع أسرته إلى تورنتو بمقاطعة أونتاريو الكندية سنة 1915. درس في البداية للحصول على درجة البكالوريوس في الآداب من جامعة تورنتو، ثم التحق بالجيش الكندي سنة 1918، وعقب انتهاء الحرب تحول إلى دراسة علم وظائف الأعضاء والكيمياء الحيوية، وعمل أثناء دراسته مساعداً للدكتور فردريك بانتنغ وأسهم بدور بارز في اكتشاف هرمون الإنسولين، الذي كان أحد أعظم الاكتشافات في تاريخ الطب الحديث.
وفي سنة 1923 كرمت لجنة جائزة نوبل كلاً من بانتنغ وجون مكليود بمنحهما جائزة نوبل في الطب لاكتشافهما الإنسولين، متجاهلة بست، لكونه طالباً، وقد تخلى بانتنغ طواعية عن نصف ريع جائزته لبست اعترافاً منه بدوره.

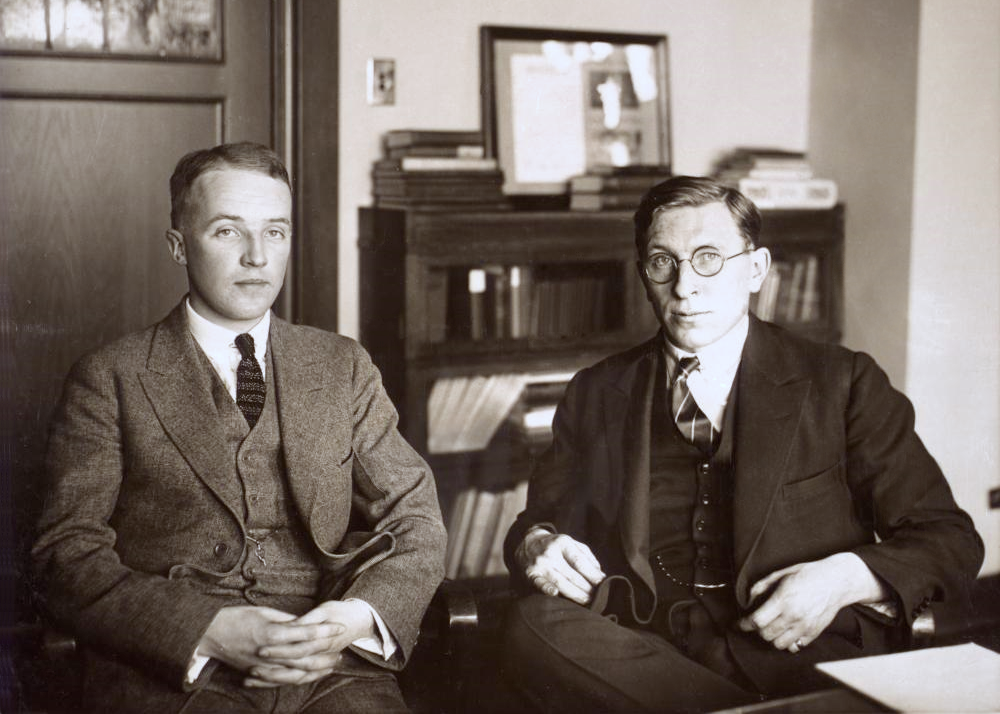
تشارلز بست وفردريك بانتنغ في عام 1924 تقريبًا. الصورة مأخوذة من مجموعة تورنتو الرقمية لاكتشاف الأنسولين وبداية تطويره.

توفي بست في تورنتو في 31 مارس 1978.

## مشاركته في اكتشاف الأنسولين
انتقل بست إلى تورنتو في أونتاريو عام 1915، حيث بدأ دراسته للحصول على درجة البكالوريوس في الآداب من كلية تورنتو الجامعية. في عام 1918، التحق بست بالجيش الكندي، وانضم لكتيبة الدبابات الكندية الثانية. أكمل بعد الحرب دراسته لعلم وظائف الأعضاء والكيمياء الحيوية.
عمل بست كمساعد للطبيب الجراح فردريك بانتنغ، عندما كان طالب طب يبلغ من العمر 22 عام في جامعة تورنتو، وساهم في اكتشاف هرمون الأنسولين البنكرياسي، الذي قاد في النهاية إلى علاج مرض السكري بشكل فعال. في ربيع عام 1921، سافر بانتنغ إلى تورونتو لزيارة جون جيمس ريكارد مكليود، وهو أستاذ في علم وظائف الأعضاء بجامعة تورنتو. خلال زيارته، سأل بانتنغ مكليود عما إذا كان بإمكانه استخدام مختبره لعزل مستخلصات بنكرياسية مأخوذة من الكلاب. تردد مكليود في البداية، لكنه وافق في النهاية قبل مغادرته لقضاء إجازته الصيفية. قبل ذهابه إلى اسكتلندا، زود مكليود بانتنغ بعشرة كلاب كحيوانات تجربة، ووضع اثنين من طلاب الطب، تشارلز بست وإدوارد كلارك نوبل، كمساعدين في المختبر.
قيل إن بست ونوبل اعتمدا على القرعة بالعملة المعدنية، لمعرفة من الذي سيساعد بانتنغ خلال الفترة الأولى الممتدة لأربعة أسابيع. وفقًا لبست، كان هذا نتاج خيال الصحفي، أو خيال الصحف، لا أكثر.
أشرف مكليود على عمل بانتنغ، الذي لم يملك خبرة في علم وظائف الأعضاء، ومساعده بست. في ديسمبر 1921، عندما واجه بانتنغ وبست صعوبات في تنقية مستخلص البنكرياس ومراقبة مستويات الجلوكوز، أضاف مكليود عالم الكيمياء الحيوية جيمس كوليب للفريق. في يناير 1922، بينما كان كوليب يعمل على تنقية الأنسولين، أعطى بست وبانتنغ مستخلصات البنكرياس باكرًا لليونارد طومسون البالغ من العمر 14 عام، ونتيجةً لذلك، عانى الشاب اليافع حينها من رد فعل تحسسي شديد. في النهاية، نجح كوليب في تحضير الأنسولين بشكل أكثر نقاء وقابلية للاستخدام. تشارك بانتنغ وبست وكوليب براءة اختراع الأنسولين، وباعوها لجامعة تورنتو مقابل دولار واحد.
في عام 1923، كرمت لجنة جائزة نوبل بانتنغ وجون ريكارد مكليود بجائزة نوبل في الطب لاكتشافهما الأنسولين، متجاهلةً بست وكوليب. اختار بانتنغ مشاركة نصف أموال الجائزة مع بست. اعترف مكليود بمساهمة كوليب البارزة في خطاب نوبل الذي ألقاه حينها، وأعطى أيضًا نصف أموال جائزته لكوليب. في عام 1972، أقرت مؤسسة نوبل رسميًا أن حذف بست كان خطًا. في الواقع، لم يؤخذ بست بعين الاعتبار، لأنه لم يرشح في الأساس؛ إذ لا يستطيع سوى أفراد معينين الترشيح لجائزة نوبل، ومن ضمنهم الحاصلون على الجائزة سابقًا، أي أن مساعدته المهمة لبانتنغ لم تكن معروفة لمن امتلك القدرة على تقديم الترشيحات حينها. رشح بست لاحقًا لجائزة نوبل في علم وظائف الأعضاء لعام 1950، بسبب عمله المتعلق بالكولين والهيبارين.

## أستاذ علم وظائف الأعضاء
خلف بست مكليود كأستاذ لعلم وظائف الأعضاء في جامعة تورنتو عام 1929. خلال الحرب العالمية الثانية، لعب دورًا كبيرًا في إنشاء البرنامج الكندي لتوفير مصل دم البشري المجفف واستخدامه. في سنواته الأخيرة، عمل مستشارًا للجنة البحوث الطبية الخاصة بمنظمة الصحة العالمية التابعة للأمم المتحدة.